# Idaea ingloria
Idaea ingloria là một loài bướm đêm trong họ Geometridae.